# Habracanthus tilaranensis
Habracanthus tilaranensis là một loài thực vật có hoa trong họ Ô rô. Loài này được Gómez-Laur. mô tả khoa học đầu tiên năm 1994.